# Les Six Livres de la République
Les Six Livres de la République sont un ouvrage de philosophie politique écrit par Jean Bodin, historien, juriste et philosophe français et publié en 1576. Il s'agit d'un des classiques de la philosophie politique.

## Présentation générale

### Historique de publication

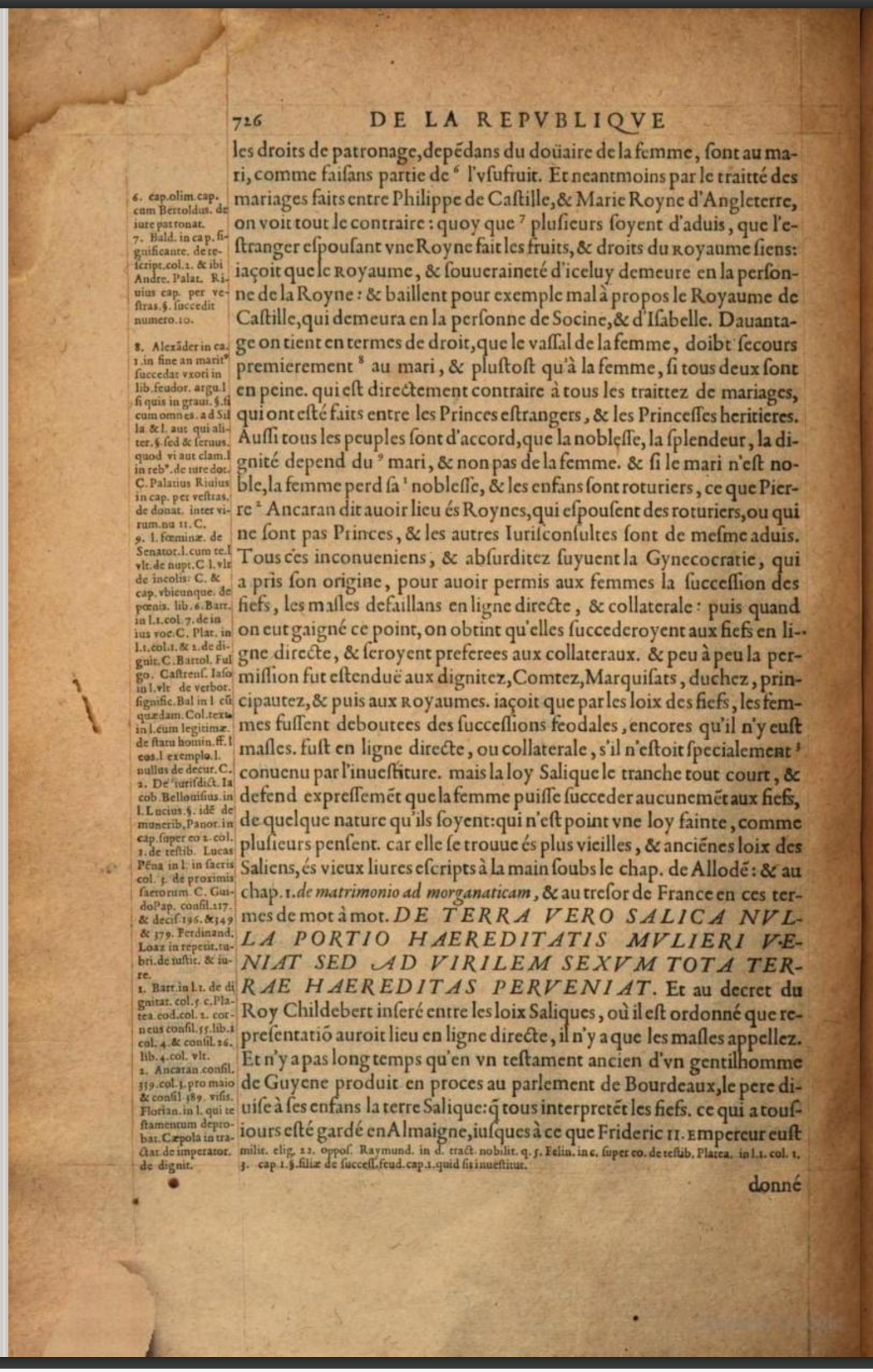
Une page intérieure de l'édition originale du traité (1576)

Les Six Livres de la République sont le maître ouvrage de Jean Bodin, reconnu à l'époque de la publication comme un des principaux intellectuels européens. Il écrit les Livres en français, et non dans la langue savante qu'était le latin, afin qu'ils puissent être partagés et lus par le plus grand nombre.
Dès la fin des années 1570, cet ouvrage est étudié à l'université de Cambridge et à l'université de Londres. Pour les publics universitaires, Bodin traduit lui-même le livre en latin, qui est publié en 1586. Entre 1576 et 1629, cet ouvrage a connu au moins quatorze éditions françaises et neuf éditions latines. Il a été traduit en italien (1588), espagnol (1590), allemand (1592 et 1611) et anglais (1606).

### Objectif
La République s'ouvre par une lettre à « Monseigneur Du Faur, Seigneur de Pibrac, Conseiller du Roi en son privé Conseil » dans laquelle l'auteur justifie son entreprise par le désir de « sauver ce Royaume ». La France était alors en proie à de fortes divisions religieuses, entre catholiques et huguenots, qui avaient engendré des guerres de religion et culminé avec le massacre de la Saint-Barthélemy en 1572. Rejetant la méthode scolastique, alors encore largement enseignée dans les universités, ainsi que l'utopisme alors incarné par Thomas More, Bodin remodèle la pensée politique en utilisant la méthode historique - surtout l'histoire constitutionnelle des principaux États européens. Cette œuvre magistrale et préceptrice de la politique moderne sert encore aujourd’hui de référence aux juristes et philosophes.
Bodin élabore le concept clé de l’État moderne dont l’existence se définit par la souveraineté, et dont l’attribut principal est la « puissance de donner et casser la loi ». Il met également à jour une nouvelle classification des régimes politiques (démocratie, monarchie, aristocratie).

## Résumé
- Livre I : fin principale d'une République bien ordonnée. Comparaison avec le ménage. De la puissance maritale ; de la puissance paternelle ; de la puissance seigneuriale et s'il faut souffrir des esclaves dans une République. Définition du citoyen. Des traités entre les Princes. De la souveraineté.
- Livre II : les types de Républiques : monarchie seigneuriale, royale, tyrannique ; état aristocratique ; état populaire.
- Livre III : sénat, magistratures et administration.
- Livre IV : croissance et décadence des Républiques ; rapports du Prince avec ses sujets ; comment faire face aux séditions.
- Livre V : variation des Républiques en fonction de la diversité de la topographie, du climat et des populations. Lois sur la polygamie. Attribution des charges officielles. Sort des biens des condamnés.
- Livre VI : finances et intégrité des monnaies. Comparaison des trois formes de Républiques. Justice distributive.

L'édition originale française de 1576 comporte un index de 70 pages.

## Thèses

### Souveraineté
Jean Bodin met au centre de sa réflexion la notion de souveraineté, qui caractérise l’État. Bodin ne fonde ainsi pas l'Etat sur un recours au contrat social, pourtant connu de son temps et développé par les protestants, ni à l'état de nature. La souveraineté est définie comme une (non partageable), indivisible, perpétuelle, et absolue. Elle n'a d'autre condition « que la loi de Dieu et de nature ne commande ». La souveraineté a plusieurs attributs :
- Pouvoir de faire la loi : « La première marque de la souveraineté est de “donner la loi”, sans être soumis au commandement ou à la tutelle de quiconque »[5]. En corollaire s'y ajoute l’idée d’égalité : « un petit Roy est autant souverain que le plus grand Monarque de la terre »[6].
- Respect des lois de nature : La souveraineté n'implique pas un pouvoir arbitraire : « Et par ainsi la puissance absolue des princes et seigneuries souveraines ne s'étend aucunement aux lois de Dieu et de nature »[7]. Il découle de cette « Dans l’ordre international, la souveraineté est aussi soumise au droit : “le prince souverain est tenu aux contrats par lui faits soit avec son sujet, soit avec l’étranger”. Le prince est lié par les traités et conventions justes et raisonnables. Ainsi Bodin fait apparaître, sur le plan international, des souverains indépendants et égaux, soumis au droit dans leurs rapports mutuels »[8].
- Notion d'État national : « Selon que les personnes placées sous la même puissance souveraine sont soumises ou non aux mêmes lois et coutumes, l’Etat est unitaire ou fédératif ; bien sûr, il occupe un territoire, mais ce dernier point n’attire pas l’attention de Bodin. Ce qui compte pour lui, c’est l’union d’un peuple sous un seigneur souverain, la volonté de vivre ensemble »[9].

### Définition du bon gouvernement
Bodin refuse le machiavélisme et cherche à réhabiliter l'idée selon laquelle l'observation de la Justice par le roi est condition nécessaire pour que la République fonctionne. Il définit ainsi la République comme « un droit gouvernement de plusieurs ménages et de ce qui leur est commun, avec puissance souveraine ». Le décideur public ne peut prendre de décision qu'en vue du bien commun, et ne décider que des choses qui sont communes et jamais particulières.
Par conséquent, le droit gouvernement doit être conforme à la loi du Dieu du christianisme, viser la justice et l'ordre. La République doit toujours être bien ordonnée, viser l'accomplissement de valeurs supérieures, moralement et intellectuellement.
La République est donc aussi un art de gouverner : « Si donc le Prince doit au maniement de ses sujets imiter la sagesse de Dieu au gouvernement de ce monde, il faut qu'il se mette peu souvent en vue des sujets, et avec une majesté convenable à sa grandeur et puissance ».

### Relations entre nations
Bodin place au premier rang l'équilibre entre les puissances souveraines : « la sûreté des Princes et des Républiques gît en un contrepoids égal de puissance des uns et des autres ». Le respect des traités est obligatoire et ne requiert pas la pratique antique du serment. Mais il faut s'assurer que les conditions ne soient insupportables à aucune des parties.
Sur le plan commercial, il est en faveur des échanges entre États et estime que les restrictions aux échanges doivent être limitées aux impératifs de l’intérêt public. Il estime en outre qu'il y a « une véritable interdépendance des différentes régions du monde [...] marquée par une inégale répartition des richesses », ce qui implique la nécessité des relations commerciales, mais aussi des « relations d'amitié et de charité » : « Il faut donner une partie de nos biens aux étrangers et leur enseigner nos arts et nos techniques, car nous leur devons cette charité par obligation naturelle ».
Investissant le champ du droit de la mer, Bodin soutient que la souveraineté territoriale s'étend même à la mer, jusqu'à « trente lieues loin de la terre ».

## Postérité

### Inspirateur
Abondamment discuté en France, en Angleterre et dans les pays germaniques, il a inspiré les travaux des juristes et théoriciens de l'État moderne, notamment Grotius, Pufendorf, Hobbes et Locke. Il se trouvait dans les bibliothèques des premiers colons puritains de Nouvelle-Angleterre dès 1620.

### Contribution au droit international
Legohérel estime que Bodin a joué un rôle fondateur dans le droit international, car bien plus que Grotius, « il a établi un lien étroit entre le droit des gens et la pratique des Nations ».

### Critiques
L'oeuvre de Bodin fait l'objet de certaines critiques. Jean-Jacques Chevallier remarque qu'on a fait le procès à Bodin d'avoir prolongé et apporté la pierre finale à l'édifice des légistes royaux qui justifiaient la monarchie absolue. Les Six Livres contiendraient une doctrine qui aurait justifié philosophiquement l'absolutisme royal. Bodin s'en défend de son vivant, écrivant dans l'épître dédicatoire placée en tête de l'édition de 1578 : « Je m'étonne qu'on ait pu me reprocher d'avoir attribué au pouvoir d'un seul plus qu'il ne convenait de le faire à un citoyen courageux ». Il ajoute : « j'ai été le premier de tous, à une époque où il était périlleux de le faire, à réfuter les opinions de ceux qui, écrivant de l'extension des droits fiscaux et des prérogatives royales, ont attribué aux rois une puissance illimitée, supérieure aux lois divines et naturelles ».

## Éditions
- Les Six Livres de la République, Paris, Jacques du Puys, 1576, 861 p. (lire en ligne). Voir aussi texte sur Wikisource
  - (la) De republica libri sex, latine ab auctore redditi, multo quam antea locupletiores, cum indice locupletissimo, 1609 (lire en ligne).
  - Les six livres de la République, Paris, Arthème Fayard, 1986.
  - Jean Bodin. Les six livres de la République. Un abrégé du texte de l'édition de Paris de 1583, Paris, Librairie générale française/Le Livre de poche, 1993, 607 p.

## Études
- Francis Clavé, « La croissance en zone euro et les limites de l’articulation de l’économique et du politique dans l’approche fonctionnaliste de l’intégration européenne », Revue internationale des économistes de langue française, vol. 2, no 2,‎ 2017, p. 177-194
- Horst Denzer, Jean Bodin. Verhandlungen der internationalen Bodin Tagung in München, Munich, C. H. Beck, 1973.
- Henri Legohérel, « Jean Bodin et l’Europe de son temps », Journal of the History of International Law, no 1,‎ 1999, p. 38-47
- Gérard Mairet, « Présentation. Les Six Livres de la République et la fondation moderne de l'État profane », dans Jean Bodin. Les six livres de la République. Un abrégé du texte de l'édition de Paris de 1583., Paris, Librairie générale française/Le Livre de poche, 1993, 607 p.
- (en) J. S. Maloy, « Bodin’s Puritan Readers and Radical Democracy in Early New England », Journal of the History of Ideas, University of Pennsylvania Press, vol. 78, no 1,‎ janvier 2017, p. 1-25